# 澎湖寨巡檢
澎湖寨巡檢，中國歷史上的官職，始設於元世祖至元18年（西元1281年）11月，為福建泉州路同安縣澎湖寨巡檢司首長，是元朝最基層的官員。澎湖寨巡檢為中國首度在澎湖群島設置的官職，使澎湖正式受到華夏政權治理。而在元順帝至正年間在任的陳信惠，據信是首位漢人任此職位者。
1370年代，明朝統治中國後，仍循例於該地設置巡檢官職，直至1384年實施封海政策予以廢除。1563年，考量沿海治安等因素，明朝復設澎湖寨巡檢。此官職直至1622年，荷蘭東印度公司佔領澎湖為止，才免予實授。